# تيودور بولدور ليسكو
تيودور بولدور ليسكو هو سياسي روماني وكاتب مقالات وناشر للصحف عرف بعد دعوته العنيفة لانفصال إمارة البغدان، ولد في عشيرة أصيلة من البغدان وينتمي لطبقة البويار الأرستقراطية رفيعة المستوى، بدأ مشواره السياسي لأول مرة في نهاية سن المراهقة عندما كان مناصرًا للحزب الوطني الذي سعى لتوطيد علاقات سياسية بين السكان الرومانيين في البغدان والأفلاق أو ما تُعرف بوالاشيا. كان بولدور ليسكو متعصبًا فيما يخص انفصال إمارة البغدان إذ كان ينشر تاريخًا مزيفًا عن الأفلاق ويصور سكانها على أنهم غجر، انضم بولدور ليسكو إلى تجمع انفصالي في ياش عام 1866 وأقنع نيكولاي روسيتي روسنوفانو بالمطالبة بالعرش البغداني.
ساعد بولدور ليسكو في تحريض المواطنين على ثورة ياش الانفصالية إذ قاد المواطنين المسلحين لمقاومة الملازم الأميري ورد الفعل العنيف بقيادة الجيش الرومان، بينما يُعتقد أن السبب وراء هذه الأحداث التي أدت إلى سقوط العديد من الضحايا لكلا الخصمين هي الإمبراطورية الروسية ومستعمرة ليبوفان، على الرغم من تصريحات بولدور ليسكو بمشاعره المعادية للروس.
اعتُقل بولدور ليسكو ثم أطلق سراحه ولكنه لم يتراجع عن افكاره التي تدعو للاستقلال حتى بعد أن توقف المتآمرون معه عن دعمه، كان يواضب على نشر أفكاره الاستقلالية وطرحها كقضية سياسية في في جريدتي مولدوفا وبولدول في ستينات القرن التاسع عشر. تعرض في سبتمبر من عام 1867 للاعتداء على يد ضابطين من الأفلاق وتلقى الكثير من التعاطف لكونه ضحية وتمكن من الحفاظ على دعوته للاستقلال حتى سبعينيات القرن التاسع عشر، تعرض للاعتداء مرة أخرى في عام 1870 من قبل الشرطة بعد الأخبار التي نشرت عنه حيال تعامله القاسي مع الحيوانات في حديقة ياش.
شغل بولدور ليسكو منصب محافظ مقاطعة بولغراد في جنوب بيسارابيا قبل وقت قصير من حرب الاستقلال الرومانية، وأصبح خصمًا معروفًا للبلغاريين في بيسارابيا، تلقى بولدور ليسكو مكافأت من كاتاريجو لإطلاقه عدة صحف ومطابع أخرى لتخدم جرائد الحكومة الرومانية، أبعد بولدور ليسكو نفسه عن المنصب الإداري في أواخر عام 1873 ليصبح حليفًا محليًا للحزب الوطني الليبرالي الذي انضم إليه في أوائل ثمانينيات القرن التاسع عشر، انتقده الشعب والحكومة نتيجة لتحالفه مع الحزب الوطني الليبرالي وظهرت شائعات تدل على أنه مزور لأصوات المنتخبين فطُلب منه التنازل عن منصبه ومقعده في مجلس نواب رومانيا، أُجبر في وقت لاحق على الخروج من مقاطعة بولغارد ليسكن في مقاطعة نيامت ليصبح نائبًا وعضوًا في مجلس شيوخ رومانيا.
شارك بولدور-ليسكو في دعم قضايا تحرير والتجنس اليهود النافعين اقتصاديًا فقط، وانتقل في النهاية إلى مقاطعة بوتوتشاني، وشغل منصب المحافظ في 1887-1888، كان بولدور-ليسكو زعيمًا لحزب الليبراليين الوطنيين لكنه لم يتفق معهم نتيجةً لرفضه أي تحالفات من خصومه السابقين وهذا ما دفعه لدخول صراع مع أعضاء الحزب، انضم قبل وفاته عن عمر يناهز 53 أو 54 عامًا إلى حزب المحافظين.

## سيرة حياته

### بداية حياته وشبابه
ولد تيودور بولدور ليسكو عندما كانت البغدان والأفلاق تحت النظام الدانوبي الذي شكل أساس الدولة الرومانية الحديثة والخاضعة للقانون الأساسي الذي يعتبر دستورًا طبقته السلطات الإمبراطورية الروسية لتقاسم الدول بين بين الإمبراطورية العثمانية وروسيا، يرجع أصله إلى طبقة البويار الأرستقراطية رفيعة المستوى وهو الأبن البكر لوالده جورجي كوستاتشي بولدور ليسكو ووالدته أنيكا بالي، كان لديه أخت أكبر من غير أم اسمها اسميرالدا، أما باقي أشقته فهم إيورغو وإيانكو وأولغا وإيفجينيا.